# Ignacy Dygas
Ignacy Dygas (ur. 29 lipca 1881 w Warszawie, zm. 17 maja 1947 tamże) – polski śpiewak operowy (tenor), pedagog muzyczny. 

## Życiorys
Studiował w konserwatorium w Warszawie. Debiutował w 1905 w Halce. Występował na scenach nie tylko Polski, ale także wielu innych państw, m.in. Włoch, Rosji, Hiszpanii czy Argentyny. W 1918 został członkiem zespołu Opery Warszawskiej.
W 1924 odbył tournée po Stanach Zjednoczonych, a także po Europie.
W latach 1930–1932 był prezesem Związku Artystów Scen Polskich. 
W 1937 z powodu choroby zakończył karierę sceniczną. Podczas II wojny światowej mieszkał w Warszawie. W 1944 przeniósł się do Lublina, gdzie pracował jako pedagog. W 1945 wrócił do Warszawy i objął klasę śpiewu w Szkole Muzycznej im. Fryderyka Chopina.  Ostatni raz wystąpił publicznie – tuż po wojnie – podczas obchodów jubileuszu 40-lecia działalności artystycznej.

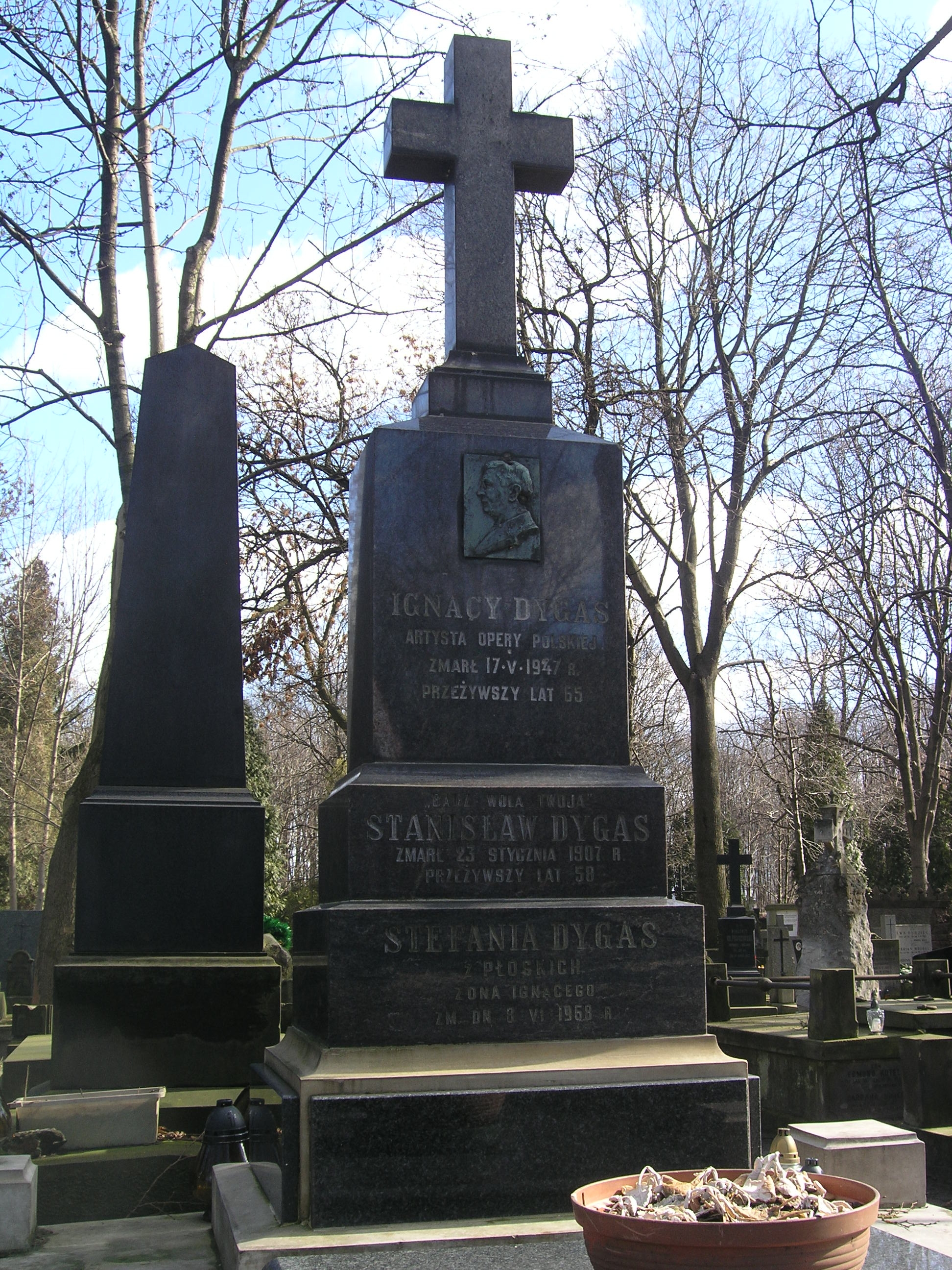
Grób Ignacego Dygasa na cmentarzu Powązkowskim w Warszawie (marzec 2012)

Został pochowany na cmentarzu Powązkowskim w Warszawie (kwatera 209-4-28,29).

## Ordery i odznaczenia
- Krzyż Oficerski Orderu Odrodzenia Polski (15 maja 1930)[4]
- Krzyż Kawalerski Orderu Odrodzenia Polski (2 maja 1923 „w uznaniu zasług dla Rzeczypospolitej Polskiej na polu sztuki”)[5][6]
- Złoty Krzyż Zasługi (12 lutego 1933)[7]
- Krzyż Oficerski Orderu Lwa Białego (Czechosłowacja, 1933)[8]
- Krzyż Kawalerski Orderu Legii Honorowej (Francja)[9]